# 朝鲜公民签证要求
朝鲜公民离境许可通常情况下只颁发给政府外交人员、运动员、對外貿易人員和其他特殊代表团。根据亨氏護照指数在2024年5月3日发布的亨利护照指数2024年5月全球排名中位列98名。这些人员前往以下42个国家和地区不用提前申请签证，但一般情况下平民被禁止離開朝鲜，且收入也不足以支撐旅費，因而極少有人出國。而日本由于對朝鮮實施制裁，拒绝朝鲜公民入境和过境。

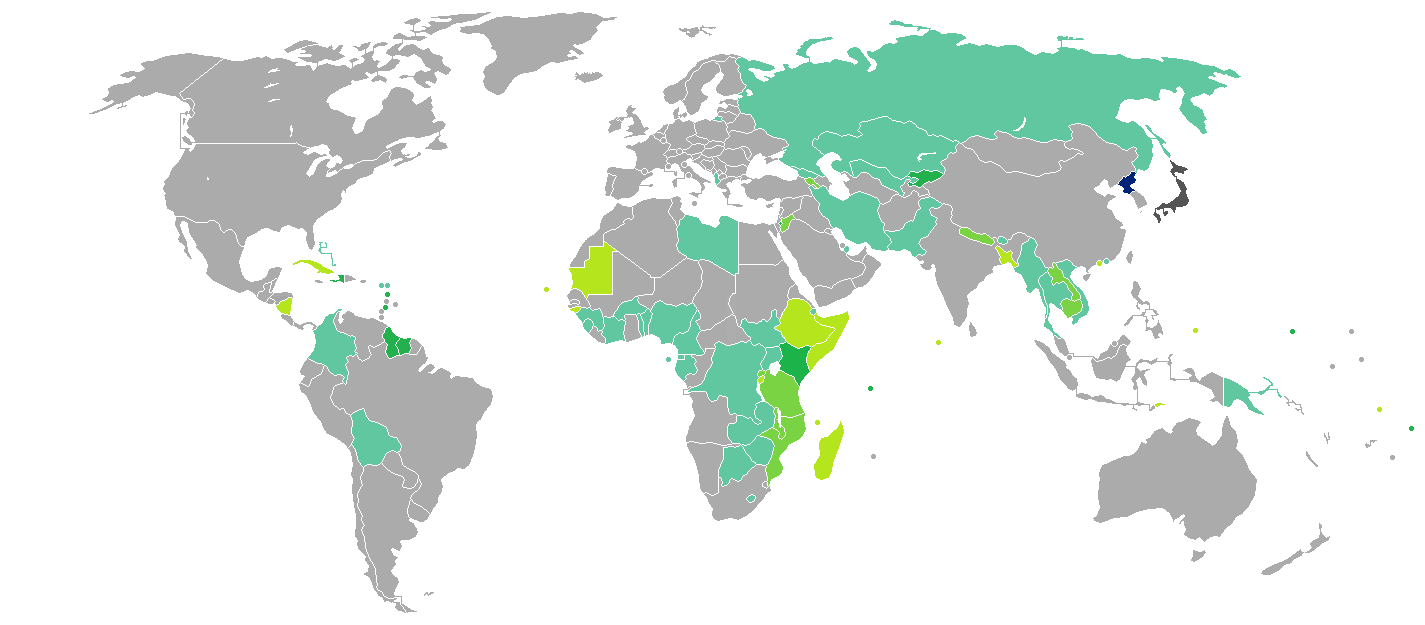
朝鲜公民签证要求

## 非洲
- （落地签证）
- 30天（落地签证）
- （落地签证）
- 1个月（落地签证）
- 埃及 30天（落地签证）
- 衣索比亞 90天（落地签证）
- 马达加斯加 90天（落地签证）
- 塞舌尔 30天
- 多哥 7天（落地签证）
- 乌干达 （落地签证）
- 尚比亞 （落地签证）

## 美洲
- 多米尼克 21天
- 3个月
- 海地 3个月
- 1个月

## 亚洲
- 亞美尼亞 120天（落地签证）
- （落地签证 - 由当地移民官决定）
- 伊朗 （落地签证）
- 柬埔寨 30天（落地签证）
- 约旦 （落地签证）
- 30天
- 30天（落地签证）
- 馬爾地夫 30天
- 尼泊尔 90天（落地签证）
- 东帝汶 30天（落地签证）

## 欧洲
- 白俄羅斯 30天
- 科索沃 90天

## 大洋洲
- 庫克群島 31天
- 密克羅尼西亞聯邦 30天
- 纽埃 30天
- 帛琉 30天
- 60天
- 1个月（落地签证）